# Amblypodia alesia
Amblypodia alesia är en fjärilsart som beskrevs av Felder 1865. Amblypodia alesia ingår i släktet Amblypodia och familjen juvelvingar. Inga underarter finns listade i Catalogue of Life.